# Каравишень (Гомельський район)
Каравишень (біл. Каравышань) — селище в Прибитковській сільській раді Гомельського району Гомельської області Республіки Білорусь.

## Географія

### Розташування
За 3 км від залізничної станції Уть (на лінії Гомель — Чернігів), 10 км на південь від Гомеля.

## Транспортна мережа
Поруч автошлях Старі Яриловичі — Гомель. Планування складається з короткої прямолінійної вулиці, яка орієнтована з південного заходу на північний схід. Забудова двостороння, дерев'яна, садибного типу.

## Історія
Засноване на початку XX століття переселенцями із сусідніх сіл. 1931 року жителі вступили до колгоспу. 1959 року у складі елітсенгоспу «Гомельский» (центр — село Климовка).

## Населення

### Чисельність
- 2009 — 80 мешканців

### Довгожителі та найстаріші жителі
Федосова (Кірієнко) Агафія Степанівна (1912 — 2011) — найстаріша мешканка селища Каравишень.